# 浅野裕司
浅野 裕司（あさの ゆうじ、1935年2月13日 - 2007年3月8日）は、日本の法学者。東洋大学法学部名誉教授。研究分野は民法、商法、信託法、空法。水島廣雄が東洋大学を退職するに伴い、銀行法および信託法を、大学院においては民法と企業法を担当。

## 略歴
- 1959年 中央大学法学部卒業
- 1961年 中央大学大学院法学研究科修士課程修了
- 1961年 山梨学院短期大学法経科　専任講師
- 1962年 山梨学院大学法学部　専任講師
- 1970年 東京交通短期大学　教授
- 1974年 大東文化大学法学部　教授
- 1977年 東洋大学法学部　助教授
- 1978年 東洋大学法学部　教授
- 2004年　東洋大学　博士（法学）論文は「近代信託の進展と信託受益権の本質について 」[3]。

## 主な著書・論文
- 『民間航空法論』（東京交通短大、1963年）
- 『民法総則・物権法』共著（八千代出版、1978年）
- 『債権総論・各論』共著（八千代出版、1981年）
- 『改定空法』共著（八千代出版、1988年）
- 『商法講義（総則・会社）』共著（八千代出版、1992年）
- 『民法総論』（八千代出版、2001年）
- 「英国衡平法における二重信託の素描」東洋法学25巻2号（1982年）
- 「秘密信託（Secret Trust）について」東洋法学27巻1号（1984年）
- 「秘密信託の特異性について」東洋法学29巻2号（1987年）
- 「投資信託の法理と運用上の問題点」比較法学27号（1990年）
- 「製造物責任の法理と実際」東洋法学35巻2号（1992年）
- 「信託財産の意義と財産管理問題」東洋法学39巻1号（1995年）
- 「現代信託法における不動産信託」東洋法学45巻1号（2002年）
- 「信託法理の応用による文化遺産と自然環境の保護」東洋法学47巻1号（2003）
- 「知的財産権と信託法の諸問題」東洋法学48巻1号（2004年）
- 「信託受益権をめぐる諸問題」東洋法学48巻2号（2005年）

## 研究
信託受益権が債権か物権かの議論に関しては、強いて大陸法的な表現を用いると、受益権は物権的な性質を有する場合もあれば、全くの債権に該当する場合もあって、何を対象として信託が設定されたのかという信託目的および信託財産の種類に応じて受益権の内容が決定される場合が多く、その性質も絶えず変動して必ずしも一定しないとする。
イギリスの秘密信託に関して、本質的には遺言者の生存中に意図した受託者に伝えられる衡平法上の義務であることから、衡平法が直接的には、1837年の遺言法9条の規定に矛盾すると考えがちであるが、秘密信託の原理の論拠は、その信託が遺言の外で作用するもので、遺言法と矛盾しないとする。
イギリスのナショナル・トラスに関して、信託かあるいは信託性あるものかの意見があるが、純粋な信託ではなく、実体は法人であるとする。また、委託者という語句は用いられず、ナショナル・トラストなる名称の法人自体を委託者の地位として想定し、受託者は、特別法上の特殊法人たるナショナル・トラストそのものであるという意見もあるが定かではく、受益者は、国民一般ともいえるかもしれないが、会員は国民の一部に属したとしても、とくに利益の分配にあずかるものでもなく、公益信託としての特質を考察していくとしても疑問が多いとする。